# Han er løbet med min Kone
Han er løbet med min Kone er en dansk stumfilm fra 1918, der er instrueret af Lau Lauritzen Sr. efter manuskript af Vilhelm Hammer.

## Handling
Denne artikel mangler et handlingsreferat. Hjælp os med at skrive det.